# Округ Траверс (Минесота)
Траверс (енгл. Traverse County) је округ у америчкој савезној држави Минесота.

## Демографија
По попису из 2010. године број становника је 3.558, што је 576 (-13,9%) становника мање него 2000. године.
| Група             | 2000.         | 2010.         |
| Белци             | 3.946 (95,5%) | 3.324 (93,4%) |
| Афроамериканци    | 1 (0,0%)      | 13 (0,4%)     |
| Азијати           | 11 (0,3%)     | 4 (0,1%)      |
| Хиспаноамериканци | 50 (1,2%)     | 50 (1,4%)     |
| Укупно            | 4.134         | 3.558         |